# II. Moctezuma azték uralkodó

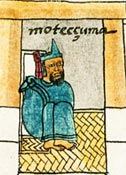
II. Moctezuma a Mendoza-kódexben (XVI. század)

II. Moctezuma vagy Motecuhzoma Xocoyotzin (az ifjabbik Moctezuma), helytelen írásmóddal *Montezuma (1466 – 1520. június 30.) Mexikó 9. azték uralkodója 1502-től. Hernán Cortés spanyol konkvisztádorral vívott csatája őrizte meg nevét a történelemben.

## Élete
Nagybátyja, Ahuízotl halála után került a fénykorát élő Azték Birodalom trónjára. Amikor 1502-ben megkezdte uralkodását, az aztékok már a mai guatemelai határtól egészen a Mexikói-völgy északi széléig, a Mexikói-öböltől a Csendes-óceánig uralmuk alatt tartották a területet, ahol mintegy 350, tartományokba tömörült városállam volt található. De ezt a hatalmas birodalmat gyengítették a földrengések, az éhínségek, valamint az alávetett törzsek ellenállása, melyet az váltott ki, hogy egyre magasabb adókat követeltek tőlük (rendszeres időközönként és különleges alkalmakkor egyaránt), mindemellett emberadót is kellett szolgáltatniuk vallási áldozásokra. Moctezuma költséges és gyakran erőszakos manőverekkel tudta csak megtartani hatalmát, miközben újabb nagy területeket foglalt el a hadsereg élén. Döntéseit viszont nagyban befolyásolták az asztrológusok jóslatai és Vitzilopocstli istenbe vetett hite.
Az aztékok rettegve várták a fehér bőrű, szakállas Quetzalcóatl isten visszatérését, aki majd átveszi a hatalmat a birodalom felett. Ekkor érkezett meg a fehér bőrű, szakállas Cortés, aki tudott a hiedelemről és ezt ki is használta hódításai során. Moctezuma megpróbálta lekenyerezni Cortést, de Cortés inkább szövetségre lépett az azték uralmat gyűlölő törzsekkel. Moctezuma meghívta a konkvisztádort a székvárosába, Tenochtitlánba, de Cortés megsejtette, hogy csapdába akarják csalni és foglyul ejtette Moctezumát, mert tudta, addig nem támadják meg az aztékok, amíg az uralkodójuk a kezében van. A meghódolás azonban kikezdte Moctezuma tekintélyét: mikor népéhez próbált szólni, azok kő- és nyílzáport zúdítottak rá és olyan súlyosan megsebesítették, hogy három nap múlva meghalt. Az aztékok azt gondolták, Cortésék ölték meg az uralkodót és a spanyol sereg kis híján odaveszett, mikor az éj leple alatt megpróbált titokban kiszökni Tenochtitlánból (La Noche triste – „szomorú éjszaka”).

## Családja
II. Moctezuma unokáját, Ihuitemotzint (keresztény nevén Diego Luís de Moctezuma), II. Fülöp spanyol király hozatta Spanyolországba, ahol Francisca de la Cueva de Valenzuelát vette feleségül. 1627-ben fiuk, Pedro Tesifón de Moctezuma Moctezuma de Tultengo első grófja lett. A család egyik leszármazottja Jerónimo Girón y Moctezuma volt, aki a spanyol csapatokat vezette a mobile-i csatában (1781).
Moctezuma lánya, Xipaguacin Moctezuma hercegnő Juan de Grauhoz, Toleriu bárójához ment feleségül, Juan de Grauone Cortés embere volt, aki magával vitte a lányt Spanyolországba, Toleriuba, közel Andorrához, ahol 1537-ben halt meg.